# El-Entag El-Harby SC
El-Entag El-Harby Sporting Club (arab. نادي الانتاج الحربي الرياضي, Nādī Al-Intāǧ Al-Ḥarbiyy Ar-Riyāḍiyy) – egipski klub piłkarski grający w pierwszej lidze, mający siedzibę w mieście Kair.

## Stadion
Domowe mecze klub rozgrywa na stadionie o nazwie Al-Salam w Kairze, który może pomieścić 30000 widzów.

## Reprezentanci kraju grający w klubie
Stan na lipiec 2018.
| - Amir Abdel-Hamid - Mohamed Abdullah - Ahmed Abou-Moslem - Mohamed Aboul Ela - Salah Amin - Szarif Aszraf - Hany El-Agazy - Mahmoud El-Henawy - Moaz El-Henawy - Mohamed Fadl - Amr Fahim - Mohamed Farouk - Ali Fathi - Mohamed Gouda - Khaled Kamar - Ahmad Kenawy - Ahmed Khairy - Ahmed Magdi - Gomaa Mashour | - Osama Mohamed - Basem Morsy - Mohamed Nagy - Islam Ramadan - Ahmed Said - Ahmed Shaaban - Ahmed Shroyda - Moamen Zakaria - Mohamed Zidan - Umed Ukuri - Ernest Papa Arko - Moussa Diawara - Bakary Coulibaly - Aboubacar Haïdara - Emeka Eze - Mohammed Eshbair - Bernard Kouassi - Brian Amidu |